# Zucchero invertito
Lo zucchero invertito è una miscela di glucosio e fruttosio ottenuta dal saccarosio in seguito all'azione dell'invertasi o all'idrolisi catalizzata da acidi diluiti. È  naturalmente presente nel succo di alcuni frutti, soprattutto in quello d'uva.
Industrialmente si prepara trattando le soluzioni di saccarosio con acidi come l'acido solforico o l'acido cloridrico, oppure con l'utilizzo di enzimi, come l'invertasi, che agiscono senza l'aggiunta di acidi. In ambito alimentare viene convenientemente effettuata l'idrolisi utilizzando acido citrico, acido ascorbico o cremor tartaro.

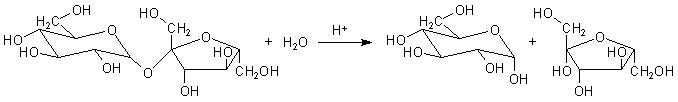
Reazione di idrolisi acida che porta alla formazione di zucchero invertito a partire dal saccarosio

Lo zucchero invertito si utilizza in sostituzione dello zucchero nella fabbricazione di confetture, marmellate, conserve, frutta sciroppata essendo più dolce di circa 1/4 del saccarosio; è utilizzato anche nella birra, nello zuccheraggio dei mosti e per mantenere l'umidità nel tabacco e nelle sigarette.
Lo zucchero invertito viene così definito in virtù delle sue proprietà fisiche. Il saccarosio ha un potere rotatorio specifico pari a +66,5°, il che significa che la rotazione della luce polarizzata avviene in senso orario. Se si analizza lo zucchero invertito con un polarimetro, si nota invece una rotazione in senso antiorario, quindi invertita. Il potere rotatorio specifico dello zucchero invertito è infatti di –20,2°.